# Fosfoglicose isomerase
A enzima fosfoglicose isomerase (EC 5.3.1.9), também conhecida como glicose-6-fosfato isomerase, é uma enzima citosólica que catalisa a isomerização reversível da D-glicose-6-fosfato, uma aldose, em D-frutose-6-fosfato, uma cetose. Essa enzima é responsável pelo segundo passo da glicólise e também participa de outras vias metabólicas, como a gliconeogênese e a via das pentoses-fosfato. 

## Estrutura e mecanismo de ação
A atividade da fosfoglicose isomerase está relacionada à sua estrutura homodimérica na qual cada monômero é composto por um grande domínio N-terminal, um segundo domínio menor e um "braço" C-terminal estendido que abraça o monômero adjacente. O fosfato do substrato é coordenado com resíduos localizados no domínio pequeno, enquanto a reação de isomerização ocorre na interface do dímero e envolve resíduos dos domínios grande e C-terminal, particularmente a His388. Como a atividade de isomerização ocorre na interface do dímero, essa estrutura é crítica para sua função catalítica . 
A comparação entre as sequencias de aminoácidos da fosfoglicose isomerase de diferentes organismos demonstrou que alguns resíduos, como os de His, Lys e Glu são conservados. Análises da estrutura proteica por técnicas de raio X demonstraram que o Glu216 e a His388 formam uma díade catalítica unida por ligações de hidrogênio, o que facilita a ação da His388 como um catalisador. Adicionalmente, análises estruturais demonstraram que os resíduos de aminoácidos que participam do mecanismo catalítico da enzima formam pontes de hidrogênio com moléculas de água, indicando que eles estão em uma região acessível ao solvente e que o rearranjo da estrutura do solvente é necessário para que ocorra a reação.
Uma vez que a glicose-6-fosfato e a frutose-6-fosfato ocorrem predominantemente em suas formas cíclicas, o mecanismo que a fosfoglicose isomerase utiliza para interconverter essas duas moléculas consiste em três etapas após a ligação da enzima ao substrato:
- Na primeira delas ocorre a abertura do anel da glicose pela ação da His388, que transfere um próton para o oxigênio ligado ao C5 pelo auxilio de uma molécula de água ou íon hidroxila adequadamente orientado, e pela Lys518, que retira um próton do grupo hidroxila do C1. Isso cria uma aldose de cadeia aberta.

- Em seguida, para ocorrer o processo de isomerização da glicose, o substrato é rotacionado em torno da ligação C3-C4, enquanto a Glu357 retira um próton do C2 para criar um intermediário cis-enediolato, que será estabilizado pela Arg272. Para completar a reação, o resíduo Glu357 da enzima doa seu próton para o C1, enquanto a hidroxila do C2 perde seu próton, formando uma frutose-6-fosfato com a cadeia aberta.

- Para finalizar, o substrato volta para sua posição original através de nova rotação em torno da ligação C3-C4, retirando um próton do grupamento hidroxila ligado ao C5.

Uma vez que a reação catalisada pela fosfoglicose isomerase é reversível, sua direção é essencialmente dirigida pelas concentrações de glicose-6-fosfato e frutose-6-fosfato :
Glicose-6-fosfato⇔Frutose-6-fosfato

## Função biológica
Papel na glicólise
A reação de isomerização catalisada pela enzima fosfoglicose isomerase é a segunda reação no catabolismo da glicose. Essa reação de isomerização tem um papel crítico na via glicolítica, uma vez que o rearranjo dos grupos carbonil e hidroxil em C1 e C2 é uma preparação necessária para as próximas duas etapas da via:
- Na terceira etapa da via glicolítica ocorre a fosforilação da frutose-6-fosfato pela enzima fosfofrutoquinase, produzindo frutose-1,6-bisfosfato. Essa etapa da glicólise é regulada, desempenhando um papel crucial para o controle da velocidade da via. Para que ela ocorra é necessária a presença do grupo hidroxila no C1 da frutose-6-fosfato, por onde é feito o ataque nucleofílico no átomo de fósforo γ eletrofílico do complexo Mg2+-ATP.

- Na quarta etapa da via glicolítica ocorre a clivagem da frutose-1,6-bifosfato em gliceraldeído-3-fosfato e di-hidroxiacetona-fosfato pela aldolase. A reação catalisada pela fosfoglicose isomerase é fundamental nessa etapa, pois permite que a clivagem de aldol resulte em dois compostos com 3 carbonos cada e que são interconversíveis, podendo entrar na mesma via de degradação. Caso a isomerização não ocorresse, a clivagem da glicose-6-fosfato pela aldolase resultaria em dois compostos com cadeia carbonada de comprimentos diferentes [2].

Papel na Gliconeogênese e na Via das Pentoses Fosfato
A gliconeogênese é a via responsável pela biossíntese de glicose a partir de precursores que não são carboidratos, principalmente em condições de jejum. Essas moléculas podem ser intermediárias da glicólise, lactato ou piruvato, além de intermediários do ciclo do ácido cítrico e aminoácidos (com exceção da leucina e da lisina), e deverão ser convertidas, primeiramente, em oxaloacetato. Grande parte das enzimas da glicólise é comum à gliconeogênese, incluindo a fosfoglicose isomerase. Nessa via anabólica, a frutose-6-fosfato (previamente obtida através da hidrólise da frutose-1,6-bifosfato pela frutose-1,6-bifosfatase) será isomerizada a glicose-6-fosfato. Uma vez que a enzima fosfoglicose isomerase também pode catalisar a isomerização da frutose-6-fosfato em glicose-6-fosfato, ela também tem um papel importante em outras vias que dependem desse metabólito, como é o caso da via das pentoses fosfato. Essa via é responsável pela manutenção dos níveis de NADPH através da oxidação da glicose-6-fosfato.

## Outras funções da fosfoglicose isomerase
A fosfoglicose isomerase tem diferentes funções dentro e fora da célula. No citoplasma, essa enzima está envolvida no metabolismo glicolítico, na gliconeogênese e na via das pentoses fosfato. Já no meio extracelular, essa proteína (ou uma variação da mesma) funciona como neuroleucina, fator de motilidade autócrina e mediador de diferenciação e maturação. Essa proteína promove a secreção de anticorpos pelas células mononucleares, a motilidade das células tumorais e a diferenciação de células oncogênicas. Como fator de mobilidade autócrina (FMA), a fosfoglicose isomerase se liga ao seu receptor (FMAR), a gp78. A fosfoglicose isomerase é secretada pelas células tumorais e promove a motilidade e a proliferação de maneira autócrina. Dessa forma, as células estimuladas por essa molécula exibem altos níveis de migração celular in vitro e potencial metastático in vivo. Além disso, o receptor de fosfoglicose isomerase está superexpresso em vários tumores metastáticos, estando relacionado a um prognóstico ruim. A função da fosfoglicose isomerase como FMA parece ser independente da sua atividade enzimática, uma vez que essa proteína enzimaticamente inativa mantém sua função e a ligação à FMAR . 
As funções secundárias da fosfoglicose isomerase e de outras proteínas podem ocorrer uma vez que o sitio ativo de uma enzima representa apenas uma pequena parte de sua superfície. Sendo assim, existe a oportunidade do organismo usar características da proteína que não estão relacionadas à função enzimática para realizar outras funções. As proteínas que desempenham outras funções não relacionadas àquelas que foram previamente descritas são conhecidas como proteínas moonlight, muitas vezes não existindo características particulares da proteína que forneçam uma justificativa para o seu recrutamento para uma segunda função.

## Importância clínica
A maior parte das necessidades metabólicas dos eritrócitos é suprida pela glicólise, pela via das pentoses fosfato e pelo ciclo da glutationa. A deficiência de fosfoglicose isomerase é a segunda eritroenzimopatia mais comum relacionada à glicólise, sendo responsável por 4% das anemias hemolíticas devido à deficiências de enzimas glicolíticas. As principais características clínicas da hemólise incluem graus variáveis de icterícia, esplenomegalia leve a moderada, aumento da incidência de cálculos biliares e anemia. Esse distúrbio genético autossômico recessivo pode estar associado em alguns casos a comprometimento neurológico. Seu diagnóstico depende da detecção da atividade da fosfoglicose isomerase nos eritrócitos. O baixo nível dessa enzima leva ao acumulo de glicose-6-fosfato, culminando na inibição por feedback da hexoquinase e resultando em menor taxa da glicólise . 